# رند مک‌نالی
رند مک‌نالی (انگلیسی: Rand McNally) شرکت فناوری و انتشاراتی آمریکایی است که نقشه، نرم افزار و سخت افزار برای لوازم الکترونیکی، حمل و نقل تجاری و بازار لوازم کمک آموزشی تولید می‌کند و در سال ۱۸۵۶ تأسیس شده است.